# 三上俊
三上 俊（みかみ しゅん、1981年11月12日 - ）は、日本の俳優である。東京都出身。桐朋高等学校卒業。元劇団スタジオライフ団員。2013年から株式会社アイズ（ジャパン・ミュージックエンターテインメント系列会社）に所属。現在はフリー。愛称は「ミカシュン」。

## 略歴
高校1年生のときに舞台『夏の庭』に出演。それ以前に児童劇団に所属していた経験もある。
2004年に劇団スタジオライフに入団。スタジオライフを選んだきっかけは「オーディション雑誌で一番上に記事があったから」。『白夜行』『アドルフに告ぐ』『死の泉』『フルーツバスケット』など、女性の役を多く演じた。在籍中から多くの外部作品に出演。2010年の『金色のコルダ ステラ・ミュージカル』でミュージカルに初出演、2012年の『コードギアス 反逆のルルーシュ』で女性の役を演じた。2010年8月から2012年12月までの間、俳優集団NAKED BOYZのメンバーでもあった。
2012年12月末にスタジオライフを退団。2013年1月から株式会社アイズに所属、それまで公式には非公開であった生年をプロフィール上で公表した。2017年12月31日を以て株式会社アイズを退所。2018年1月からフリーでの活動を開始した。
2019年11月12日に自身のブログで結婚を発表。

## 出演

### 舞台
- 夏の庭（1997年8月、PARCO劇場）
- 白夜行（2005年、紀伊國屋ホール 他） - 川島江利子 役
- トーマの心臓（2006年、紀伊國屋ホール） - エーリク・フリューリンク 役[13]
- 決闘（2007年9月、東京芸術劇場小ホール） - エリック 役
- アドルフに告ぐ（2007年12月、天王洲銀河劇場） - 由季江 役
- 執事ホテル（2008年2月、あうるすぽっと） - 伊藤英仁 役
- 死の泉（2008年11月 - 12月、天王洲銀河劇場/新神戸オリエンタル劇場） - マルガレーテ 役
- マージナル（2008年8月 - 9月、紀伊國屋ホール） - ミカル 役
- フルーツバスケット（2009年2月 - 3月、天王洲銀河劇場） - 本田透 役
- LILIES（2009年6月 - 7月、紀伊國屋ホール/新神戸オリエンタル劇場）
- 十二夜（2009年10月 - 11月、シアターサンモール / ABCホール）
- 金色のコルダ ステラ・ミュージカル（2010年、天王洲銀河劇場 他） - 月森蓮 役
- THREE MEN IN A BOAT+ワン（2010年5月 - 6月、ウエストエンドスタジオ 他）
- タンブリング（2010年9月 - 10月、赤坂ACTシアター / サンケイホールブリーゼ） - 星光輝 役
- ストラルドブラグ 〜魔神邂逅〜（2010年10月、シアターサンモール）
- DRACULA（2010年11月 - 12月、博品館劇場/サンケイホールブリーゼ） - ミナ 役
- さよなら　また逢う日まで（脚本：ブラジリィー・アン・山田、2011年5月、恵比寿エコー劇場）
- 銀河英雄伝説 〜ミッターマイヤー・ロイエンタール編〜（2011年6月、サンシャイン劇場） - フレーゲル男爵 役
- BADMAN（2011年7月、新宿FACE）
- abc★赤坂ボーイズキャバレー 2回表 〜喝!&勝つ!〜（2011年8月、赤坂ACTシアター） - 葉山暁 役
- リズミックタウン（2011年12月、シアターサンモール）
- ALTAR BOYZ（2012年1月 - 2月、新宿FACE）
- 11人いる!（2012年2月 - 3月、あうるすぽっと / シアター・ドラマシティ 他） - フロルベリチェリ・フロル 役
- ミラクル☆トレイン〜大江戸線へようこそ〜 2nd approach（2012年4月、全労済ホール スペース・ゼロ）
- ロッカールームに眠る僕の知らない戦争（2012年5月、伝承ホール）
- コードギアス 反逆のルルーシュ 〜魔人に捧げるプレリュード〜（2012年6月、天王洲銀河劇場） - ユーフェミア・リ・ブリタニア 役
- 銀河英雄伝説 撃墜王篇（2012年8月、天王洲銀河劇場） - モランビル 役[14]
- 超青春合唱コメディ『SING!』（2012年9月、BIG THREE THEATR）
- 銀河英雄伝説 〜輝く星 闇を裂いて〜（2012年11月、東京国際フォーラム） - エーリッヒ・フォン・ハルテンベルク 役[15]
- 朗読劇 宮本武蔵〜巌流島の戦い〜（2013年1月、日本橋公会堂）
- ぶっ壊したい世界（2013年3月、青山円形劇場）
- 朗読劇 しっぽのなかまたち2（2013年4月 - 5月、エコー劇場）
- ラジオスターの悲劇（2013年5月、吉祥寺シアター）
- 超青春合唱コメディ『SING!』（2013年6月、東京芸術劇場 / 世界館）
- 銀河英雄伝説 初陣 もうひとつの敵（2013年8月、日本青年館） - ジャン・ロベール・ラップ 役
- コードギアス 反逆のルルーシュ A-LIVE FANTASTIC DREAM SHOW（2013年9月、シアターGロッソ） - ユーフェミア・リ・ブリタニア 役
- 銀河英雄伝説 第四章 前編 激突前夜（2013年11月、国際フォーラム） - ナイトハルト・ミュラー 役
- 知り難きこと陰の如く、動くこと雷霆の如し。（2013年12月、全労済ホール スペース・ゼロ）
- 銀河英雄伝説 第四章 後篇 激突（2014年2月、青山劇場） - ルパート・ケッセルリンク 役
- グッバイ・ジョーカー（2014年4月、あうるすぽっと）
- 最遊記歌劇伝－Burial－（2015年1月8日 - 12日、シアターGロッソ / 1月23日 - 25日、シアターBRAVA!） - 光明三蔵 役[16]
- 特別公演 銀河英雄伝説 星々の軌跡（2015年6月10日 - 6月21日、Zeppブルーシアター六本木） - ナイトハルト・ミュラー 役
- ミュージカル八犬伝―東方八犬異聞―（2015年8月14日 - 23日、シアターサンモール） - 里見莉芳 役
- 最遊記歌劇伝－Reload－（2015年9月17日 - 23日、池袋・サンシャイン劇場） - 光明三蔵 役[17]
- チックジョー（2015年10月15日 - 18日、全労済ホール スペース・ゼロ） - 滝川一益 役[18]
- おん・すてーじ「真夜中の弥次さん喜多さん」（2016年1月10日 - 17日、シアターGロッソ / 1月22日 - 24日、サンケイホールブリーゼ） - バーテンダー 役[19]
- 浪漫活劇譚「艶漢」（2016年3月30日 - 4月3日、シアターサンモール） - 吉原安里 役[20]
- APHΣ REBELLION〜アレス・レベリオン〜（2016年6月23日 - 26日、あうるすぽっと）[21]
- 歌謡倶楽部「艶漢」（2016年8月19日 - 21日、池袋・サンシャイン劇場） - 吉原安里 役
- ミュージカル八犬伝―東方八犬異聞― 二章（2016年11月23日 - 27日、全労済ホール スペース・ゼロ） - 里見莉芳 役
- 少年社中 第33回公演【アマテラス】（2017年2月3日 - 13日、紀伊國屋ホール） - アテナ役
- 龍よ、狼と踊れ～Dragon,Dance with Wolves～（2017年3月8日 - 20日、CBGKシブゲキ!!） - 堀部安兵衛 役
- ナイスコンプレックス N28「ナイスコンプレックス」（2017年4月20日 - 23日、調布市せんがわ劇場） - 高野陽平 / 杉本玲子 役
- 人狼TLPT×新撰組外伝～払暁の狼～（2017年5月17日 -23日、全労済ホール スペース・ゼロ） - 桂小五郎 / 武田観柳斎 役
- キティエンターテインメント×東映Presents SHATNER of WONDER #6「遠い夏のゴッホ」（2017年7月14日 - 23日、天王洲銀河劇場 / 7月29日 - 30日、森ノ宮ピロティホール） - エレオノーラ女王 役
- 舞台「四月は君の嘘」（2017年8月24日 - 9月3日、AiiA 2.5 Theater Tokyo / 9月7日 - 10日、梅田芸術劇場 シアター・ドラマシティ） - 高柳明 役
- ZERO BEAT.第2回公演「野良犬達のBALLAD」（2017年10月12日 - 15日、築地本願寺 ブディストホール） - 神崎愁 役
- Casual Meets Shakespeare『じゃじゃ馬ならし』（2017年11月3日 - 12日、ラゾーナ川崎プラザソル） - ペトルーチオ 役
- 浪漫活劇譚「艶漢」第二夜（2017年12月13日 - 17日、六本木・俳優座劇場）-吉原安里 役
- 2017/2018 あうるすぽっとタイアップ公演シリーズ  ホチキス20周年記念公演第4弾『妻らない極道たち』（2018年1月25日 - 2月4日、あうるすぽっと）
- 舞台『閉店拒否！～俺たちは帰らない～』（2018年3月14日 - 21日、シアターサンモール）
- 歌謡倶楽部「艶漢」（2018年4月11日 - 15日、東京キネマ倶楽部） - 吉原安里 役
- 人狼TLPT #29 MISSIONⅢ The American Job（2018年6月28日 - 7月4日、全労済ホール スペース・ゼロ） - ユリウス 役
- 最遊記歌劇伝－異聞－（2018年9月4日 - 9日、東京ドームシティ シアターGロッソ） - 光明三蔵法師 役
- SEPT Vol.8「MIRRORION（ミラリオン）」(2018年11月7日 - 12日、博品館劇場） - リゲル役[22]
- SINGULAR～シンギュラ～（2019年2月14日 - 7日、全労済ホール スペース・ゼロ） - スパイナル 役[23]
- 浪漫活劇譚「艶漢」第三夜（2019年4月20日 - 29日、シアターサンモール） - 吉原安里 役
- 最遊記歌劇伝－Darkness－（2019年6月6日 - 14日、ヒューリックホール東京） - 光明三蔵役
- 本格文學朗読演劇 極上文學 第14弾『桜の森の満開の下』～孤独～（2019年12月7日 - 15日、新宿FACE） - ツミ夜姫 役
- 浪漫活劇譚「艶漢」第四夜（2020年2月16日 - 3月1日、シアターサンモール）-吉原安里 役
- 魔法使いの嫁 老いた竜と猫の国（2020年10月17日 - 25日、紀伊國屋ホール / 11月7日 - 8日、サンケイホールブリーゼ） - リンデル 役
- 最遊記歌劇伝－Sunrise－（2021年2月11日 - 14日、COOL JAPAN PARK OSAKA WWホール / 2月18日 - 24日、品川プリンスホテル ステラボール） - 光明三蔵役[24]
- ナイスコンプレックスN32「フリーカル『YAhHoo!!!!』2021」（2021年6月4日 - 6日、シアターサンモール / 6月12日 - 13日、チームスマイル・いわきPIT）[25]
- 演劇調異譚「xxxHOLiC」（2021年9月17日 - 26日、天王洲 銀河劇場 / 10月1日 - 3日、京都劇場） - 女郎蜘蛛 役[26]
- LEGEND STAGE PRODUCE「夕-ゆう-」（2023年6月30日 - 7月9日、シアターサンモール） - 徳永 役[27]
- 舞台「末原拓馬奇譚庫」（2025年1月22日 - 25日、Mixalive TOKYO Theater Mixa）[28]
- 劇団ナイスコンプレックスN37「劇団」（2025年4月9日 - 13日、調布市せんがわ劇場）[29]
- 舞台「マイホームヒーロー」（2025年11月13日 - 24日〈予定〉、品川プリンスホテル クラブeX） - 志野 役[30]

### テレビドラマ
- 戦国★男士（2011年10月 - 2012年3月、テレビ神奈川 他） - 蘆名義広 役

### その他のテレビ番組
- WALKING EYES アルクメデス（2009年8月、NHK） - 「ROUTINES 〜俺たちの夢（ドラマ）クイズ〜」岡島 役
- 戦国鍋TV 〜なんとなく歴史が学べる映像〜（2010年 - 2012年、テレビ神奈川 他） - 「堺衆」今井宗久 役/「戦国保健室」高山右近 役

### CD
- ハートを癒すイルカの瞑想（2009年5月、lapis） - ナレーション